# Ivan Levesque
Pour les articles homonymes, voir Levesque.
Ivan Alfred Levesque, né le 23 juillet 1933 à Verneuil-sur-Avre et mort le 11 juillet 2006 dans le 12e arrondissement de Paris,, est un peintre et sculpteur français.

## Biographie
Orphelin de mère à douze ans, Ivan Levesque commence sa carrière peu après dans l’école créée par son père, le pédagogue 
René Levesque. À 14 ans, très talentueux, il réalise notamment une série de masques inspirés du théâtre antique et élisabéthain. À la fin de ses études secondaires, en 1949, son père l’envoie en apprentissage aux Ateliers de Vitraux d’Art chez le maître-verrier Gabriel Loire, où il travaille la dalle de verre. Cette expérimentation de la lumière et de la couleur marquera durablement sa peinture.
De retour à l’école de son père, toujours sous la houlette de ce dernier, il devient professeur de dessin et de sculpture et enseigne au travers du geste, de la danse et du théâtre. Il continue à réaliser des masques. Il part ensuite faire le tour de la Méditerranée, voyage qui le marque profondément, au cours duquel il rencontre le compositeur Mikis Théodorakis. Rentré en France, il est l'élève de Marcel Gimond aux Beaux Arts de Paris. Il est alors graphiste, affichiste pour de nombreuses campagnes de publicité (EDF, Charles of the Ritz, etc.), tout en peignant et sculptant. Proche de Jean Bertholle, lié avec l'acteur Sacha Pitoeff, son style pictural après une courte période figurative est dans l'esprit classique de la seconde école de Paris.

## Collections Publiques
- Bibliothèque Nationale, Paris
- Musée National de la Chasse, Paris
- Musée National de L'Éducation, Rouen